# Lääne-Virumaa
Lääne-Virumaa (Estisch: Lääne-Viru maakond, Duits (verouderd): West-Wierland) is een van de vijftien provincies van Estland. Ze ligt in het noorden van het land  aan de zuidkant van de Finse Golf. Ze grenst aan de provincies Ida-Virumaa in het oosten, Jõgevamaa in het zuiden, Järvamaa en Harjumaa in het westen. Op 1 januari 2023 telde ze 59.608 inwoners. De hoofdstad is Rakvere.
Op de grens met de buurprovincies Järvamaa en Jõgevamaa ligt het Natuurreservaat Endla.

## Gemeenten
De provincie is opgedeeld in gemeenten: één stadsgemeente en zeven landgemeenten. 
De stad is:
- Rakvere

De zeven landgemeenten zijn:
- Haljala
- Kadrina
- Rakvere vald
- Tapa
- Väike-Maarja
- Vinni
- Viru-Nigula

## Foto's

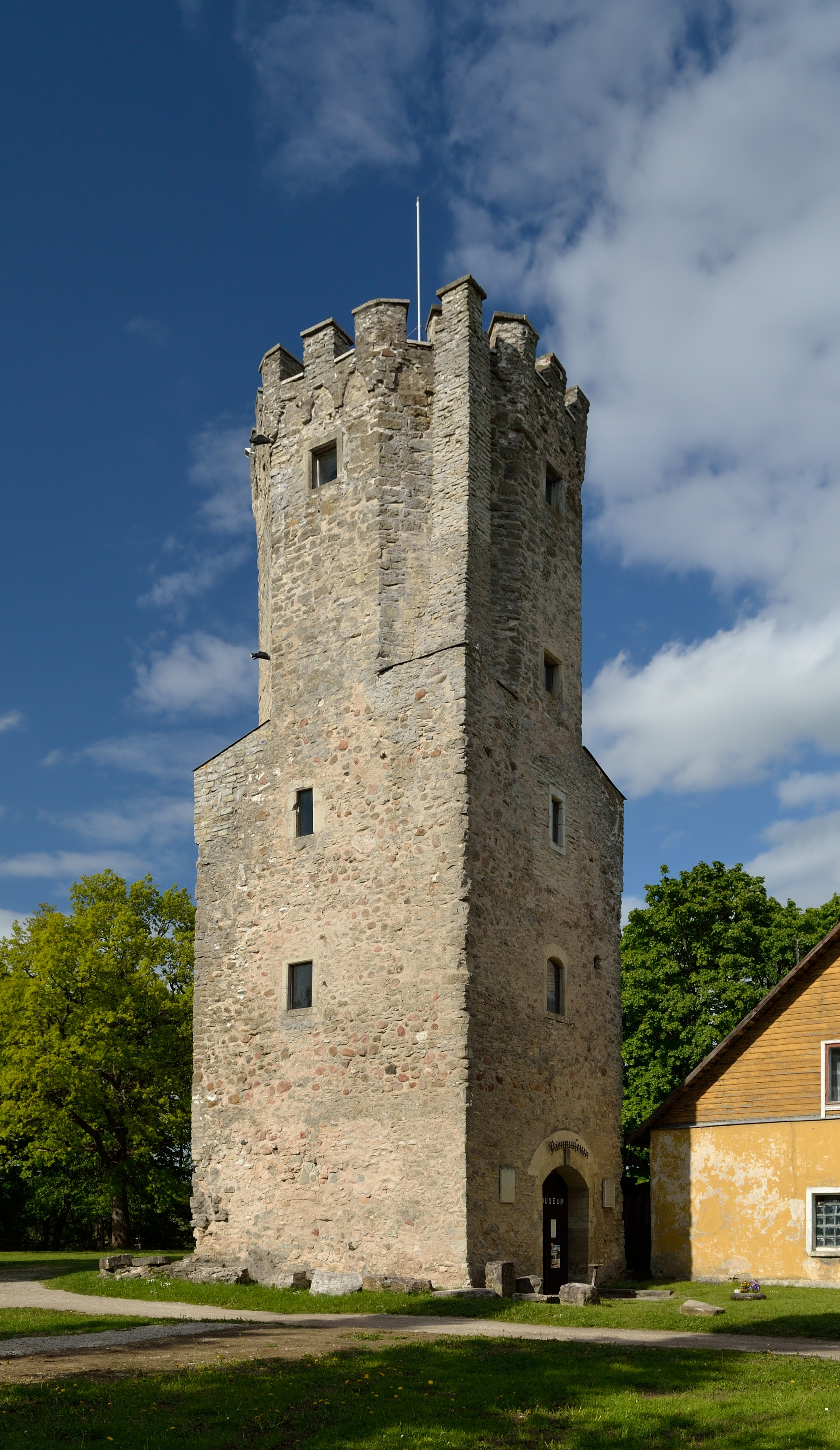
De toren van de Bisschopsburcht in Porkuni
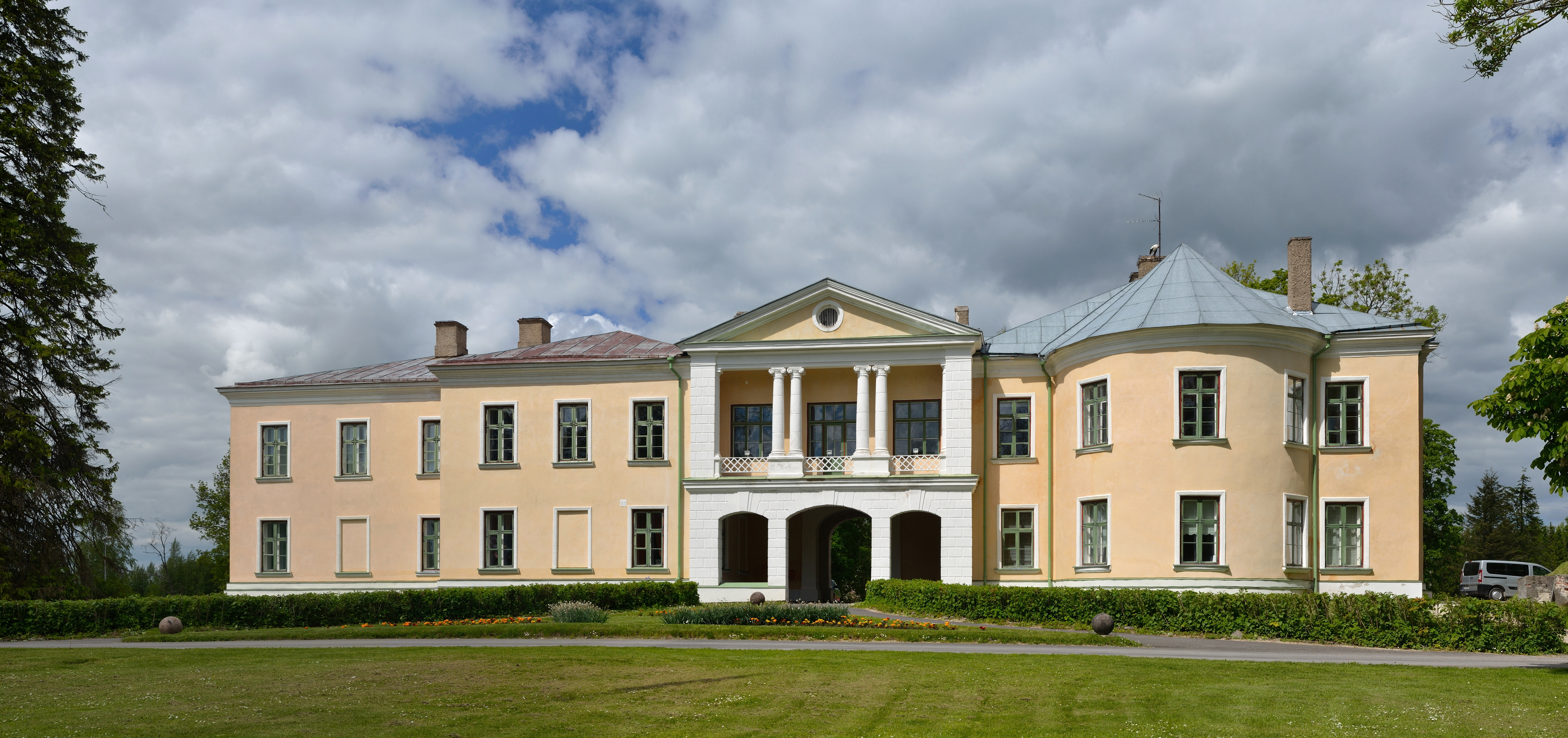
Het landhuis van Mõdriku
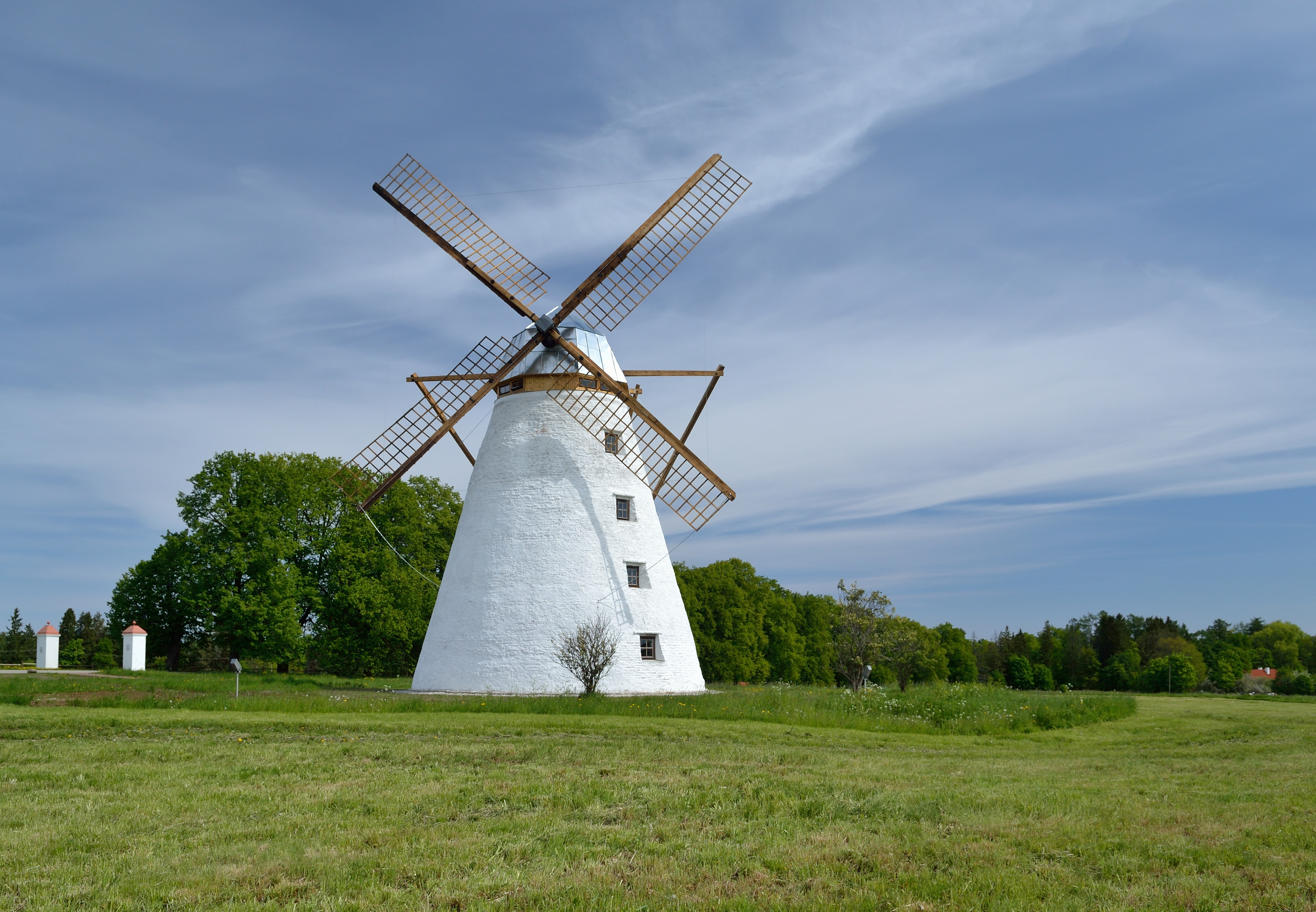
De molen van Vihula
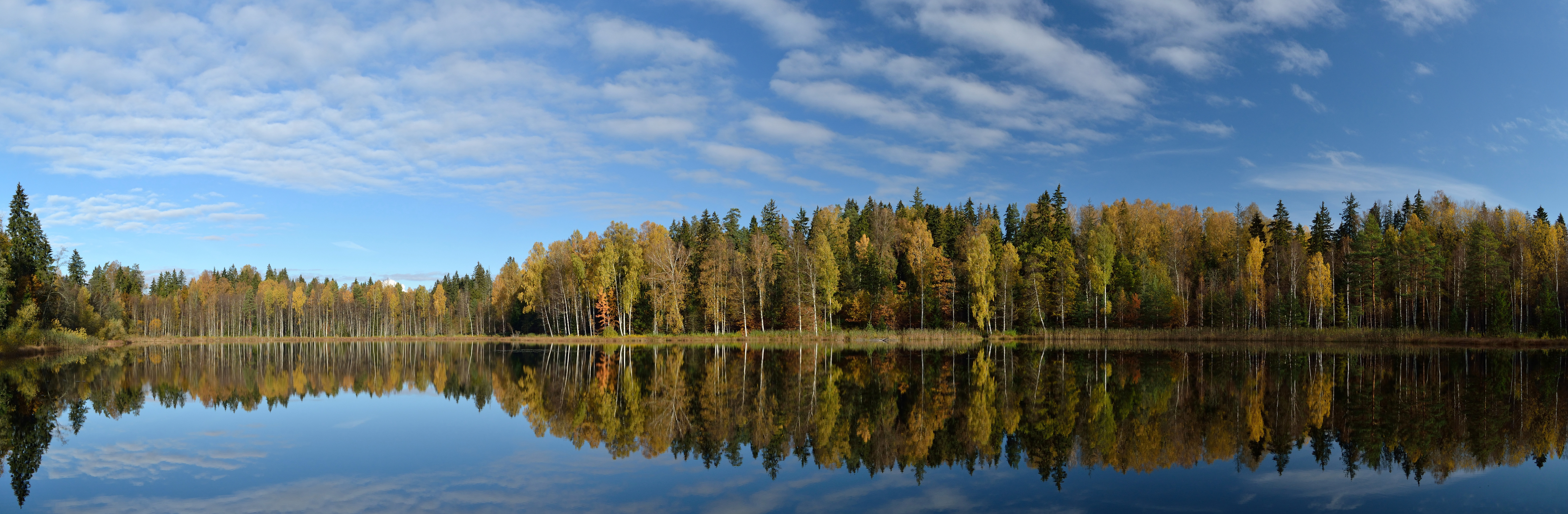
Het meer Neeruti Eesjärv bij Neeruti

Harjumaa · Hiiumaa · Ida-Virumaa · Järvamaa · Jõgevamaa · Läänemaa · Lääne-Virumaa · Pärnumaa · Põlvamaa · Raplamaa · Saaremaa · Tartumaa · Valgamaa · Viljandimaa · Võrumaa